# Marija koja razvezuje čvorove
Marija koja razvezuje čvorove je jedan od naslova BDM.
Pobožnost Blaženoj Djevici Mariji je marijanska pobožnost čiji su korijeni u Njemačkoj. Do pape Franje ova je pobožnost bila manje poznata na svijetu.

## Ikonografija
Slika koja predstavlja Blaženu Djevicu Mariju kako raspetljava niz čvorova na jednoj vrpci jest slika crkvenog slikara Johanna Georga Melchiora Schidtera naslikana oko 1700. godine, po narudžbi jednog svećenika i postavljena u crkvi sv. Petra na Perlachu (Sankt Peter am Perlach) u Augsburgu (Njemačka).

## Čvor
Čvor predstavlja sve grijehe koji nas vežu i sprječavaju prihvatiti Boga u svojemu životu i baciti se u Njegove ruke kao djeca. Čvor je ovdje simbol svih problema koje ljudi vrlo često nose godinama i koje ne znaju niti su u stanju sami ih svojim ljudskim snagama razriješiti. Neki čvorovi toliko su snažni da guše naše duše i obaraju nas, oduzimaju nam radost, mir, vedrinu, pa čak i volju za životom. Čvorovi mogu biti i jedne osobe, ali i društvene klase, društvene skupine, cijelih naroda. Više čvorova stvaraju zaplet koji je sve bolniji i teže odriješiti.
Čvor nastaje ljudskom svojeglavošću i neposluhom prema Bogu i neizvršavanjem Božje volje, konkretnim pokazivanjem nedostatka pouzdanja u Boga. Taj grijeh u ljudskoj nutrini postaje kao čvor.
Bog raspleće te čvorove, jer Božjem milosrđu ništa nije nemoguće. Djevica Marija razrješuje te čvorove. Uzao je svezala Eva svojih neposluhom, kako kaže sv. Irenej. Djevica je Marija razriješila je svojom vjerom te čvorove, jer je svojim pristankom Bogu otvorila Bogu vrata da bi razriješio onaj prastari čvor neposlušnosti. Blažena Djevica Marija svojom majčinskom dobrotom brine o zalutaloj braći svojega Sina koji su usred opasnosti i briga i brine sve dok ne budu uvedeni u nebesku domovinu.
Papa Franjo je u katehezi 12. listopada 2013. rekao:

## Povijest pobožnosti
Korijen je bila briga Wolfgana Lanenmantela koji je bio u bračnoj krizi sa suprugom Sofie Imhoff. Brak je bio na rubu rastave, no Wolfgang je odlučio pokušati spasiti brak. Zatražio je pomoć od isusovaca te je otputovao u isusovački kolegij u Ingolstadtu. Četiri se puta tamo otišao savjetovati s učenim i pobožnim svećenikom, ocem Jakobom Remom, isusovcem koji je umro na glasu svetosti. Otac Rem povjerio je situaciju zagovoru Blažene Djevice Marije. 28. rujna 1615., dugo je otac Rem u samostanskoj kapelici molio pred slikom Gospe Snježne. Držeći u rukama držao ženidbenu vrpcu Wolfganga i Sofie, zbio se čudesan događaj: vrpca je zasjala neopisivim blještavilom. Dogodilo se da su se izgladile sve trzavice koje su im ugrozile brak. U znak zahvale i u spomen na divnu obiteljsku priču svojih predaka, Wolfgangov unuk Hieronymus dao je naslikati i pokloniti isusovačkoj crkvi oltarnu sliku posvećenu Gospi od Dobrog Savjeta. Bilo je to 1700. godine. Slika je poslije preimenovana u „Marija koja razvezuje čvorove“.
Ovu malo poznatu pobožnost popularizirao ju je papa Franjo, još dok je bio svećenik u Argentini. Nadahnuće je našao prigodom boravka u Njemačkoj radi obrane doktorata 1980. godine. Zapanjen baroknom slikom Marije koja razvezuje čvorove Johanna Georga Melchiora Schmidtnera u svetištu isusovačke crkve sv. Petra na Perlachu u Augsburgu, odlučio je u rodnu Argentinu ponijeti nekoliko reprodukcija sa sobom i ondje proširiti taj marijanski kult. 
Kopiju je dao postaviti u kapelicu isusovačkog kolegija u Buenos Airesu. Ovoj je Gospi uskoro sročio i prvu molitvu te napisao teološko tumačenje njena naziva. Radi širenja pobožnosti, u svako je pismo koje je poslao stavio je sličicu Marije koja razvezuje čvorove, a kad je postao pomoćni biskup Buenos Airesa, zauzeo se ustanoviti svetište Marije koja razvezuje čvorove. Slika je svečano postavljena 8. prosinca 1996. u crkvi sv. Josipa Talarskog (San Jose del Talar). Danas je to vrlo posjećeno svetište koje se pohodi svakog 8. u mjesecu. Postavši nadbiskup, nastavio je posvećivati kapelice ovoj Gospi. Pobožnost se proširila diljem Argentine i susjednog Brazila te dalje po svijetu.
Pobožnost se osobito raširila nakon što je izabran za Papu. U katehezi 12. listopada 2013. godine na Trgu Sv. Petra u Rimu progovorio o Djevici Mariji kao onoj "koja razvezuje bolne čvorove našega života."

## Devetnica
U devetnici Mariji se prekrižimo, izmolimo čin pokajanja, zazovemo Duha Svetoga, izmolimo Vjerovanje, krunicu, čitamo razmišljanje (meditaciju) za taj dan devetnice, izmolimo molitvu Mariji koja razvezuje čvorove i biblijske Gospine litanije.

## Vanjske poveznice
- Rastimo u Gospodinu  Arhivirana inačica izvorne stranice od 12. ožujka 2017. (Wayback Machine) Devetnice Devetnica Mariji koja razvezuje čvorove
- YouTube, kanal sveci.net Gospa koja razvezuje čvorove - dokumentarni film
- YouTube, kanal Antuna Mate Antunovića Bogorodica - Gospa koja razvezuje čvorove, oslobađa nas / Svaki tjedan nagovor jedan - don Josip Radić, mr.sc.
- Marie qui défait les nœuds (fra.) (špa.) (nje.) (eng.) (tal.)